# USA Network
USA Network (sau simplu USA) este un canal de televiziune prin cablu de bază american deținut de NBCUniversal al Comcast prin NBCUniversal Cable Entertainment Group. A fost lansat inițial în 1977 ca Madison Square Garden Sports Network, unul dintre primele canale naționale de televiziune prin cablu de sport. 
A fost relansat sub numele său prezent pe 9 aprilie 1980, și în următorii ani, USA a câștigat în mod constant popularitate prin programele sale originale, un parteneriat de lungă durată cu WWF/WWE și, pentru mai mulți ani, programe de sporturi limitate. USA și-a crescut semnificativ acoperirea sportivă în 2022, după închiderea lui NBCSN, și servește acum drept componentul principal prin cablu al NBC Sports. 
La data de noiembrie 2023, USA Network este disponibil la aproximativ 70,000,000 case cu televiziune cu plată în Statele Unite, în scădere de la vârful său în 2011 la 100,000,000 de case.